# Samuel Toranzo Calderón
Samuel Toranzo Calderón (n. 17 de abril de 1897 - f. 7 de julio de 1992) fue un militar argentino conocido por liderar el fallido golpe de Estado que culminó con el bombardeo de la Plaza de Mayo, que mató a más de 364 personas y es considerado el mayor atentado terrorista en la historia argentina y crimen de lesa humanidad. También participó en el golpe de Estado del 16 de septiembre de 1955. Alcanzó el rango de vicealmirante.

## Biografía
Cursó el Colegio Militar egresando como subteniente de artillería y el primero de su promoción. Al crearse el Cuerpo de Infantería en la Marina, quedó transferido a la Marina de Guerra como teniente de navío.
Cuando estalló el intento de golpe de Estado del general Benjamín Menéndez, era capitán de navío y puso de manifiesto su adhesión intentando unirse al fallido alzamiento, por el que fue sometido a medida disciplinaria. En 1954 fue destinado como jefe de Estado Mayor del Comando General de la Infantería de Marina (era el titular el vicealmirante Benjamín Gargiulo). Al año siguiente era contraalmirante.
A principios de 1955 asumió el mando del grupo conspirador de la Marina. Su plan era exigir la renuncia al presidente Perón so pena de bombardeo a la Casa de Gobierno con la aviación de la base aeronaval de Punta Indio y el asalto de la infantería de marina transportada desde Río Santiago (cerca de La Plata).
El 16 de junio de 1955 comandó el Bombardeo de la Plaza de Mayo, cuando 30 aviones militares descargaron toneladas de bombas, matando a 364 personas y dejando 800 heridos. El intento de matar al presidente Juan Domingo Perón se transformó en un bombardeo a la población civil. Toranzo Calderón resolvió lanzar el golpe el 16 de junio de 1955 a las 10 de la mañana secundado por el vicealmirante Gargiulo, comandante de la Infantería de Marina y quien, fracasado el conato, se suicidó en la madrugada del 17 de junio. También participó de otro levantamiento contra el presidente Frondizi junto a Arturo Rial, fracasando en el intento.
Logrado el alejamiento de Perón, el presidente provisional (de facto) Eduardo Lonardi lo designó embajador en España.